# Renato Malota
Renato Malota (ur. 24 czerwca 1989 w Lezhy) – albański piłkarz, były członek albańskich reprezentacji U-19, U-20 i U-21.